# ۷۵۹ (قمری)
۷۵۹ (قمری)، هفتصد و پنجاه و نهمین سال در گاهشماری هجری قمری است. اول محرم این سال برابر با بیست و دوم دسامبر سال ۱۳۵۷ میلادی است.

## وابسته
- مرینیان